# 유방 (부릉경왕)
부릉경왕 유방(阜陵頃王 劉魴, ? ~ 123년)은 후한의 황족이다.

## 생애
영원 5년(93년), 후사를 남기지 못한 동생 상왕의 뒤를 이어 부릉왕에 봉해졌다. 30년 후에 죽으니 시호를 경(頃)이라 하였고, 아들 유회가 작위를 이었다.

## 출전
- 범엽, 《후한서》 권4 효안제기·권42 광무십왕열전

| 선대 (2년 전) 동생 부릉상왕 유충 | 후한의 부릉왕 93년 4월 임자일 - 123년 | 후대 아들 부릉회왕 유회 |